# Pujols (Sant Boi de Lluçanès)
Pujols és un mas de Sant Boi de Lluçanès (Osona). La masia principal i la masoveria o Casa Xica estan incloses en l'Inventari del Patrimoni Arquitectònic Català.

## Mas Pujols
És un edifici de planta rectangular, els murs estan construïts amb pedres i arrebossats, amb el teulat a quatre vessants. A l'edifici principal s'hi han anat adossant diversos cossos annexos al llarg dels anys. La façana principal està perfectament ordenada en tres pisos: la part baixa centrada amb una porta adovellada en arc de mig punt amb dues petites finestres a cada banda. Els dos pisos tenen tres finestres de llinda amb pedra treballada. Al lateral esquerre de la casa hi ha un cos rectangular amb una galeria porxada amb arcs de mig punt i a la part del darrere de la casa n'hi ha una altra fruit d'una ampliació de l'habitatge.

## Masoveria de Pujols
Edifici de planta rectangular, de tres pisos amb coberta de teula àrab a doble vessant amb el carener perpendicular a la façana principal. Els murs són de pedra i estan totalment arrebossats. Les obertures tenen llindes de pedra i les finestres tenen també muntant i ampits d'una sola peça de pedra treballada. La vessant dreta de la teulada està perllongada quasi fins a nivell d'un metre d'alçada del terra construint un espai sustentat per pilars de maons que es fa servir de pallissa i de pàrquing. A la façana hi ha pintat un rellotge de sol.

## Història
L'estructura quadrangular i el teulat a quatre vessants de la part central de la casa juntament amb l'estructura de la façana amb la porta adovellada són elements característics de construccions anteriors al segle xvii. Les diverses construccions annexes que configuren l'actual edifici poden ser fetes el segle xviii, motivades pel creixement del poble i el creixement de la indústria dels paraires. La reforma fou duta per Pere Pont i Coll el 1945.
L'estructura de la construcció de la masoveria és pròpia dels edificis del segle xviii però aquest ha estat restaurat en dates més recents donat que conserva gran part de l'arrebossat. Aquest fet es documenta amb la data que hi ha pintada en el rellotge de sol de la façana, datat el 1964.